# Édouard Guillaud
Édouard Guillaud (n. en París, Francia — 10 de julio de 1953), almirante francés, fue jefe de Estado Mayor de las Fuerzas Armadas Francesas desde el 25 de febrero de 2010 hasta el año 2014, cuando anunció su retiro y fue reemplazado por el general Pierre de Villiers.

## Biografía

### Biografía inicial
Guillaud asistió a la Academia Militar francesa desde 1973 hasta 1976. En 1978 se desempeñó como Oficial de guardia de mantenimiento en el L'Indomptable SSBN y Le Redoutable, mientras que durante el año 1979 fue un Oficial al mando del dragaminas Lobelia.
Se desempeñó como jefe de departamento de la FFG Amyot d'Inville y la Du Chayla DDG, y oficial de las operaciones de la Kersaint DDG desde 1981 hasta el año 1984. En el período 1987-1988 fue comandante del buque anfibio Dumont d'Urville.
En 1990 navegó como oficial del Clemenceau CV hasta 1992 el mismo año en que comenzó a ser el Comandante de la FFG Enseigne Vaisseau Henry. A continuación fue asistente oficial de propramas del CVN Charles de Gaulle. Desde el 2001 hasta el 2002 estudió en el Centro de Estudios Militares Avanzados (CHEM), y estudiante de la 54.º promoción en el Seminario del Instituto de Altos Estudios de la Defensa Nacional (IHEDN).
Sirvió como Asistente del jefe del Consejero militar del Presidente francés en el 2002 hasta el 2004 y en desde este último año al 2006 como Prefecto marítimo del Mar del Norte y el Canal, de manera posterior es decir desde el 2006 hasta el 24 de febrero del año 2010, además fue asesor Jefe Militar del Presidente actualmente es el Jefe de Estado Mayor francés desde el 25 de febrero de 2010.

### Comandante
Guillaud fue uno de los responsables de dirigir la ofensiva contra las tropas libias en la intervención militar en Libia de 2011 denominada Operación Protector Unificado a cargo de la OTAN.
Además cabe mencionar que también dirigió a las tropas francesas en la intervención militar en Malí denominada Operación Serval.

### Condecoraciones
Fue ascendido a almirante el 1 de diciembre de 2007. Fue condecorado con la Legión de Honor, la Orden Nacional del Mérito y del Orden Nacional del Mérito Marítimo, todos con el grado de Oficial.

### Vida privada
Guillaud es casado, padre de tres hijos y un abuelo feliz, él es un bibliófilo y tiene una verdadera pasión por el Arte y la Historia, además él es miembro de la SNSM, el Club Náutico de Francia y el Círculo del mar.